# 重政隆文
重政 隆文（しげまさ たかふみ、1952年 -　）は日本の映画評論家、演劇評論家。
大阪芸術大学芸術学部文芸科教授。専門は映画・演劇。日本映像学会会員、映画研究誌「FB」同人。

## 著作
- 勝手に映画書・考 重政隆文 著 松本工房  1997
- ザッツブロードウェイミュージカル 重政隆文 著 松本工房  1999
- 映画の本の本 重政隆文 著 松本工房  2002
- 映画批評は批評できるか : 番外篇 重政隆文 著 松本工房  2003
- そして誰も観なくなった 重政隆文 著 松本工房  2007
- 映画批評は批評できるか : 番外篇 重政隆文 著 松本工房  2007
- ザッツブロードウェイミュージカル 2 重政隆文 著 松本工房  2010
- 映画の本の本 2 重政隆文 著 松本工房  2016
- 映画「評論家」未満 重政隆文 著 阿吽社  2018